# Monomma multi-punctatum
Monomma multi-punctatum es una especie de coleóptero de la familia Monommatidae.

## Distribución geográfica
Habita en Madagascar.